# Rue Marsoulan
La rue Marsoulan est une voie située dans le quartier du Bel-Air du 12e arrondissement de Paris.

## Situation et accès
La rue Marsoulan est accessible par la station Porte de Vincennes, desservie par la ligne 1 du métro et les lignes T3a et T3b du tramway et la station Picpus, desservie par la ligne 6 du métro.

## Origine du nom
Elle porte le nom d'Henry Marsoulan (1839-1909), ancien conseiller municipal (socialiste) d'arrondissement. 

## Historique
Cette rue est ouverte sous le nom de « rue Ruty », du nom du général Charles-Étienne-François Ruty, pair de France, entre le cours de Vincennes et la rue du Rendez-Vous en 1867, puis étendue d'un tronçon jusqu'à l'avenue de Saint-Mandé en 1912 où elle reçoit son nom actuel.

## Bâtiments remarquables et lieux de mémoire
À l'angle avec la rue du Rendez-Vous s'élève l’église de l'Immaculée-Conception de Paris.
- En face de l'église se trouve un immeuble qui abritait autrefois le commissariat du quartier. Cet immeuble a à ce titre été dessiné par Jacques Tardi dans l'album Casse-pipe à la Nation, d'après le roman de Léo Malet. Un peu plus haut se trouve l'école maternelle et primaire Marsoulan.

- La Fondation Louis-de-Broglie se trouve au no 23.
- Le no 29 fut le site du premier siège de la Cinémathèque française, fondée officiellement en 1936 par Henri Langlois, Georges Franju et Jean Mitry.
- Les percées, entre les immeubles des nos 28-30 et nos 29-31, sont les vestiges de l’Ancien Chemin de la Voûte du Cours[2].

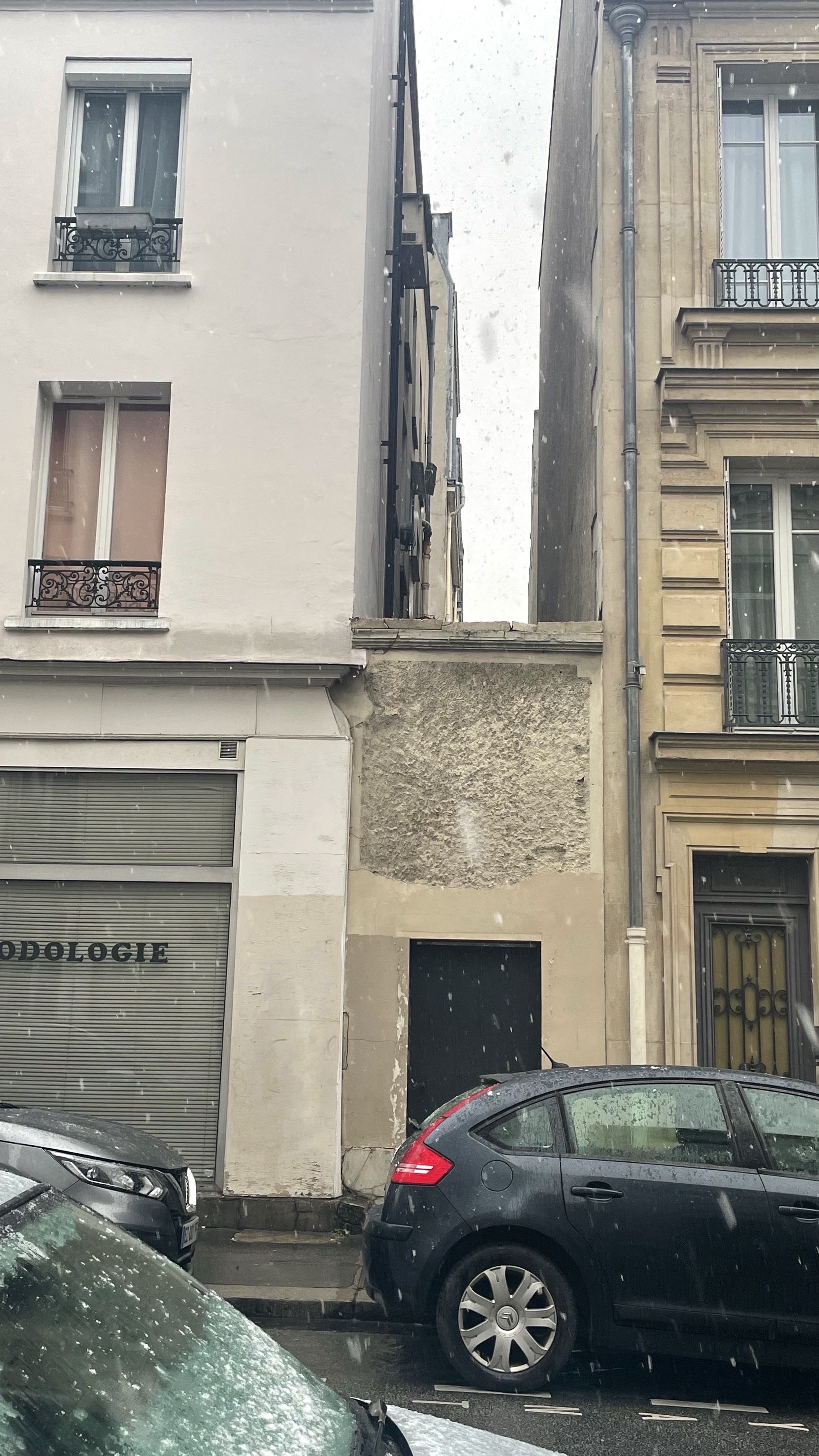
Empreinte de l'Ancien Chemin de la Voûte du Cours, no 28.
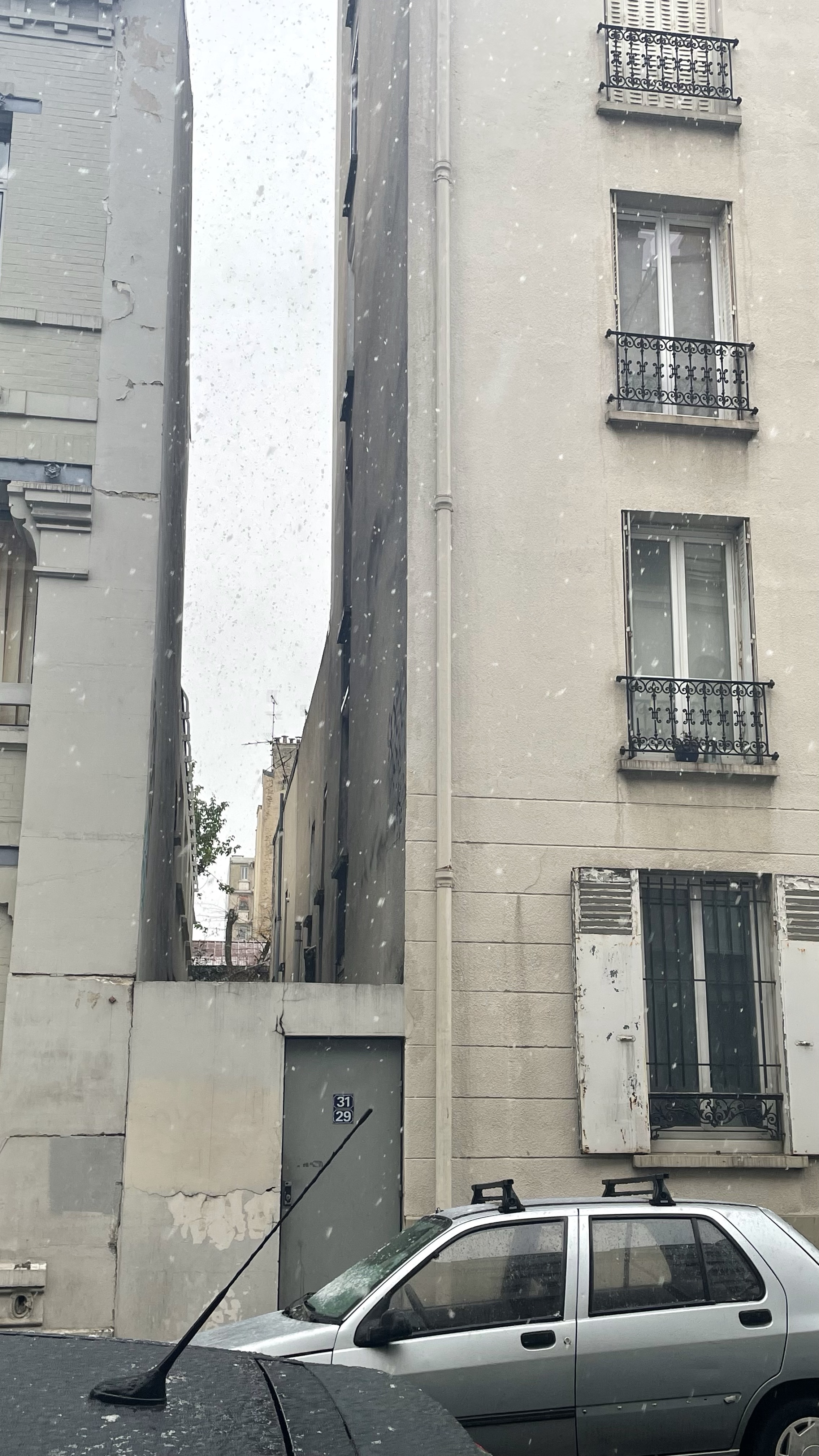
Empreinte de l'Ancien Chemin de la Voûte du Cour, no 29.
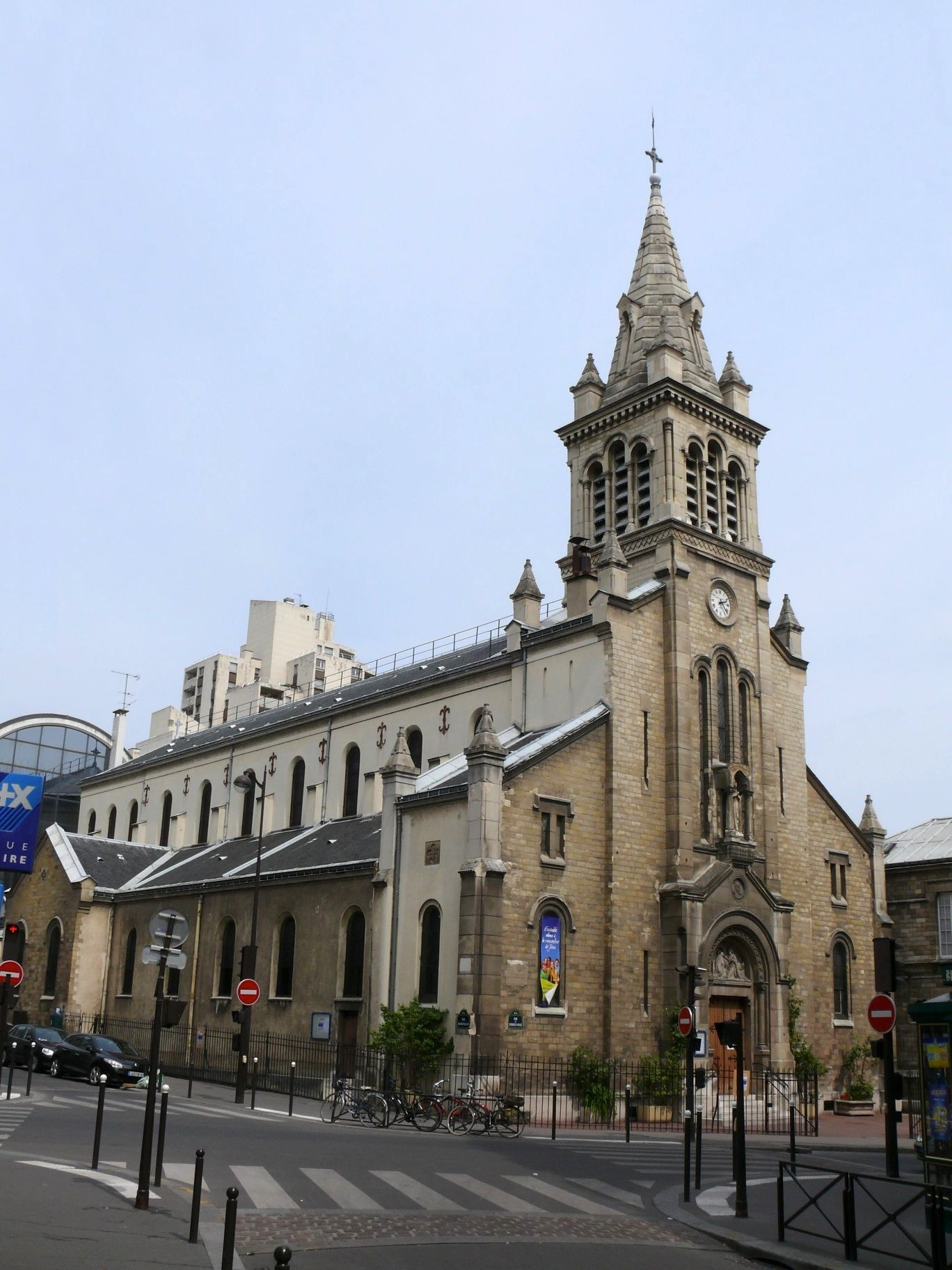
L'église de l'Immaculée-Conception.
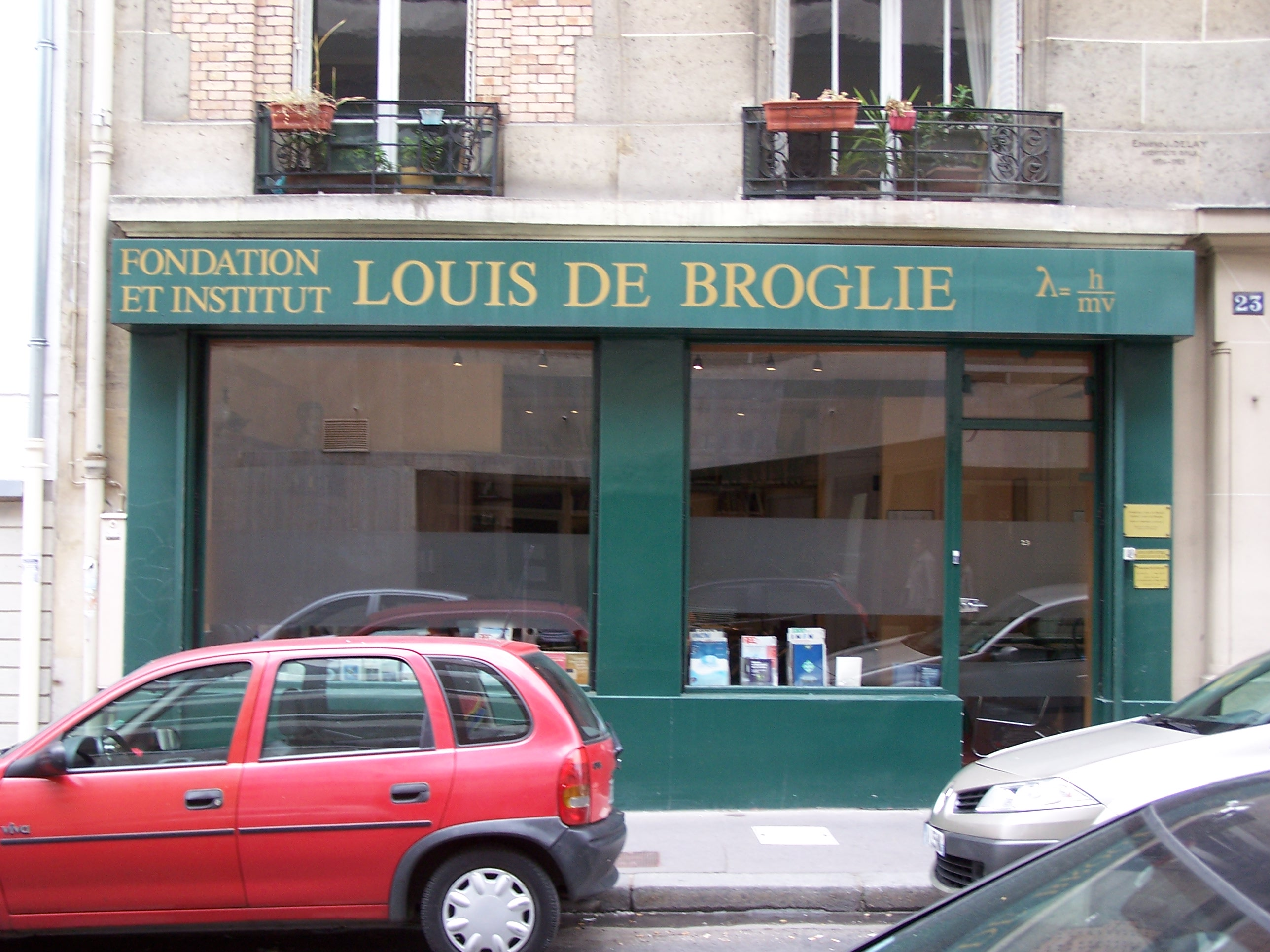
L'institut Louis-de-Broglie.